# Pala di San Bernardino

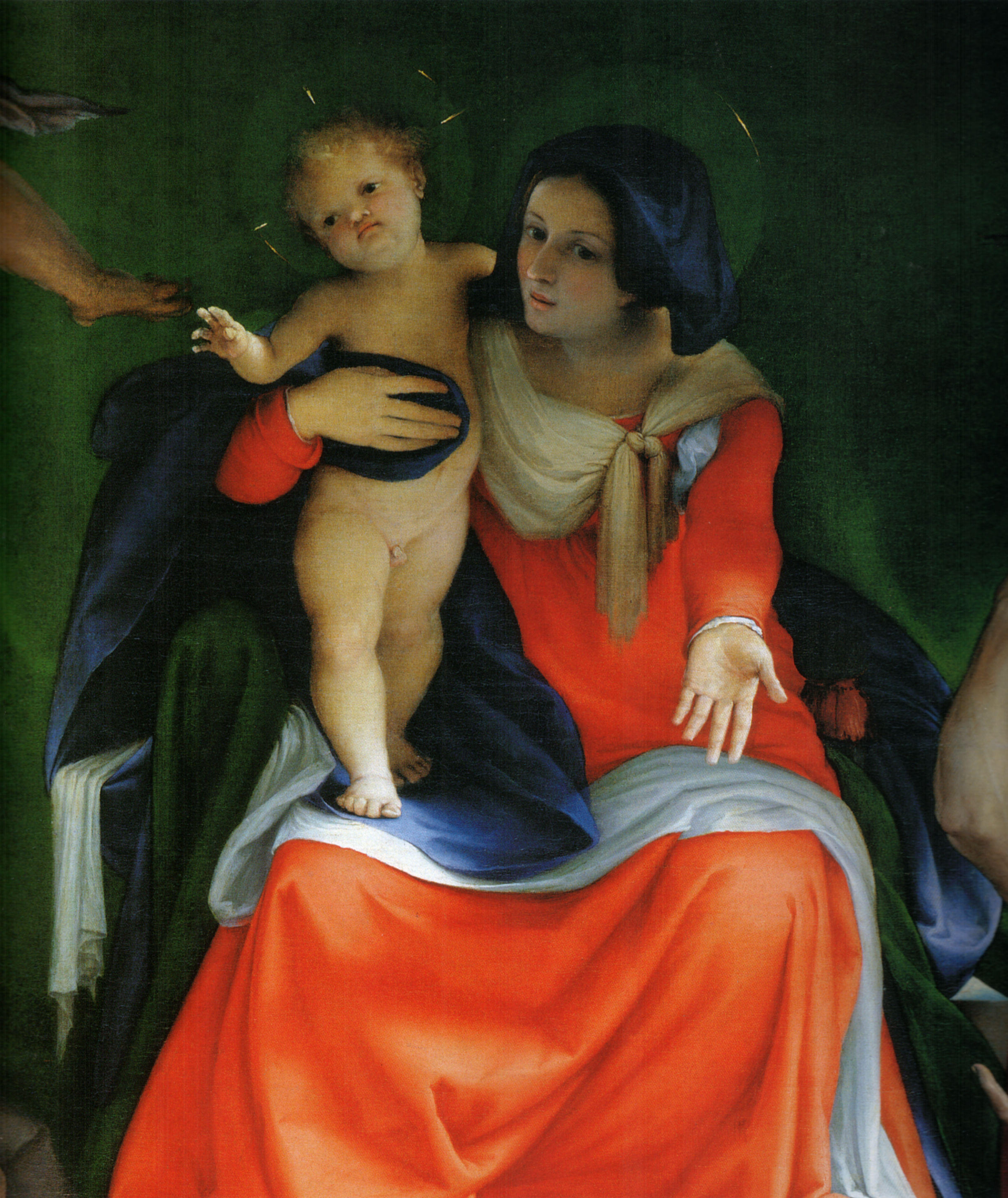
Dettaglio

La Pala di San Bernardino è un dipinto a olio su tela (287x268 cm) di Lorenzo Lotto, datato 1521 e conservato nella chiesa di san Bernardino a Bergamo. L'opera è firmata e datata "LLotus / M D XXI" (sul grandino inferiore, al centro). 

## Storia
La chiesetta di San Bernardino in Via Pignolo era sede della confraternita laica dei disciplinati a cui partecipavano per lo più commercianti e artigiani. Essi finanziarono la grande pala d'altare, a cui Lotto lavorò contemporaneamente alla Pala di Santo Spirito, per la chiesa omonima. Forse l'autore si ispirò alla Madonna del Baldacchino di Raffaello, che poteva aver visto di passaggio a Firenze nel 1510. Più facilmente, il pittore si ispirò alla pala di San Gottardo, opera di Giovanni Cariani posta nella chiesa di San Gottardo in Bergamo del 1517.
Nonostante la ricostruzione ottocentesca della chiesa, la pala rimase sempre in situ, venendo sostituita solo la cornice cinquecentesca.
La pala fu collocata nell'ancona lignea riadattata che conteneva il polittico di cui fa parte il San Bernardino di Pietro Bussolo, della fine del XV secolo.

## Descrizione e stile
Da un punto di vista formale, la Pala di San Bernardino si differenzia notevolmente da quella di Santo Spirito, si presenta infatti, all'insegna di una maggiore libertà compositiva e una maggiore ricchezza di invenzioni.
Maria col Bambino si trova infatti sempre su un alto trono tra santi, ma in questo caso la coppia sacra è in ombra, al di sotto di una tela verde tenuta sopra di essi, a mo' di tettoia, da quattro angeli, che volano disponendosi in arditi scorci, all'insegna di uno straordinario senso di movimento. Lo sfondo è un paesaggio aperto, appena visibile oltre un parapetto grigio, con il sole che sta tramontando a sinistra. 
I quattro santi ritratti, disposti a due coppie ai lati del trono, sono Giuseppe, Bernardino da Siena, titolare della chiesa, Giovanni Battista e Antonio Abate. Bernardino in particolare, che tiene in mano il monogramma di Cristo da lui inventato, si rivolge a Maria, che sembra dialogare con lui gesticolando con la mano libera, mentre il Bambino benedice. Grande attenzione è riposta nel variare gli atteggiamenti, le pose e le espressioni dei santi. Giuseppe arriva anche a stare con un piede sopra all'altro. Al centro, sui gradini del trono, si vede un angelo intento alla scrittura, che si volta di scatto verso lo spettatore. Anche lui è parzialmente in ombra, per via delle ali dischiuse, all'insegna di una libertà compositiva estremamente moderna. Se ne riceve un senso di immediatezza e freschezza, come se il pittore avesse colto con un'istantanea un momento fugace. Anche la scelta dei colori è informale, basati su toni squillanti accostati in modo da creare vivaci contrasti. 
(Argan)
Il senso di istantanea è dato anche dal tappeto che sta scivolando giù dai gradini del trono, fissando un attimo preciso nel tempo, piuttosto che un'azione orchestrata. Lo sguardo penetrante che l'angelo ai piedi del trono rivolge allo spettatore vuole stabilire un legame, coinvolgerlo in una conversazione a cui tutti possono e sono chiamati a partecipare.

## Altre immagini

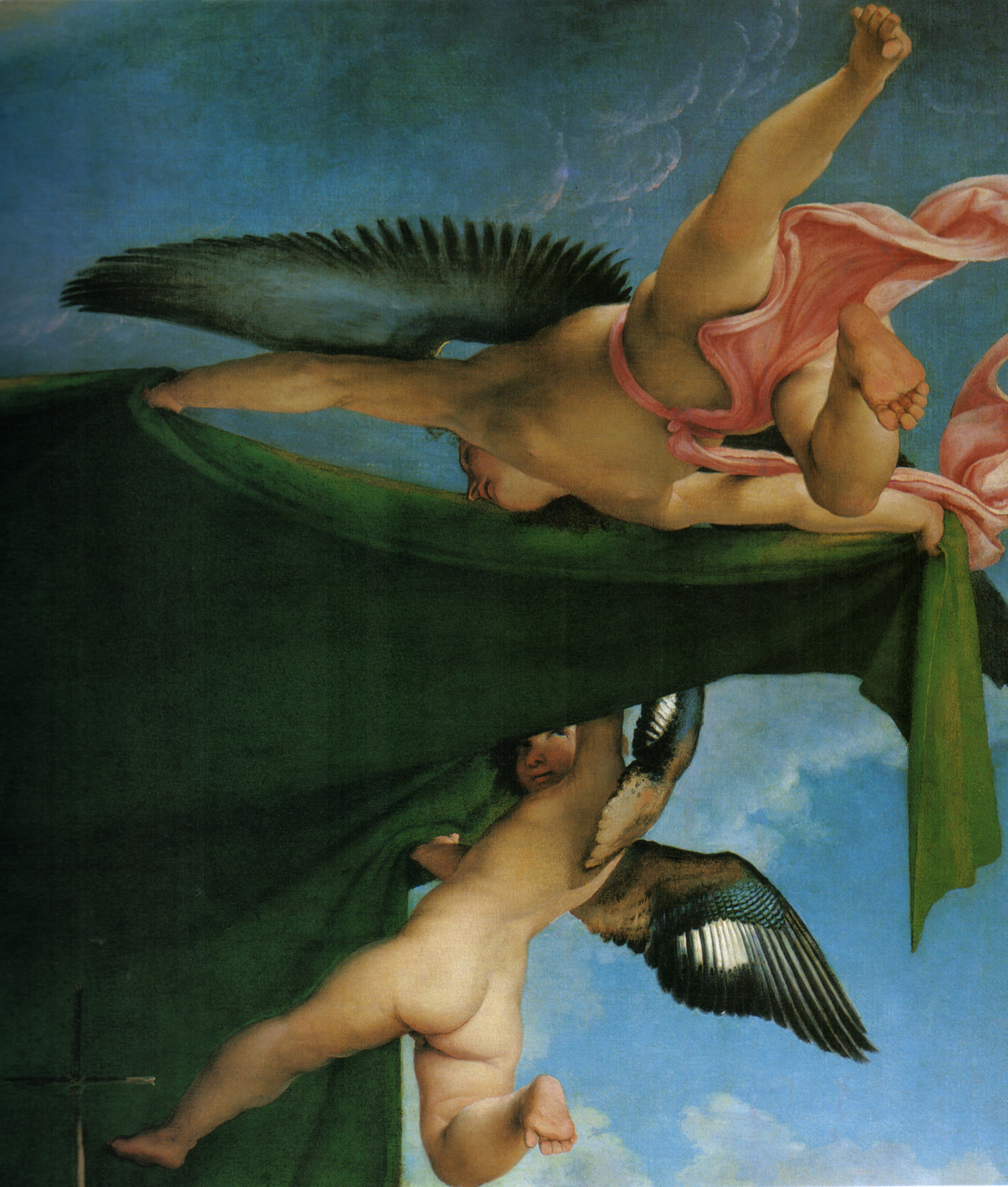
Dettaglio
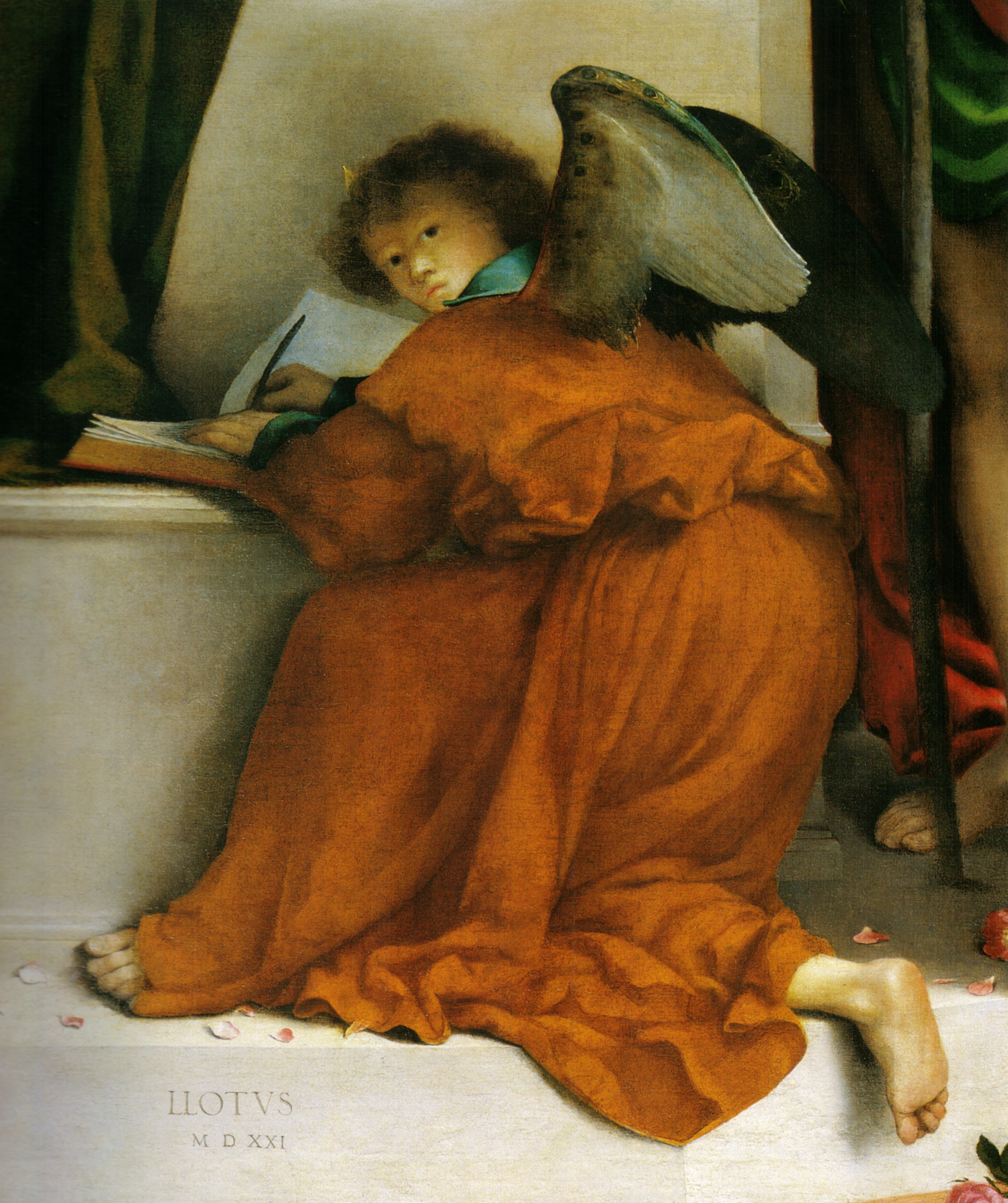
Dettaglio
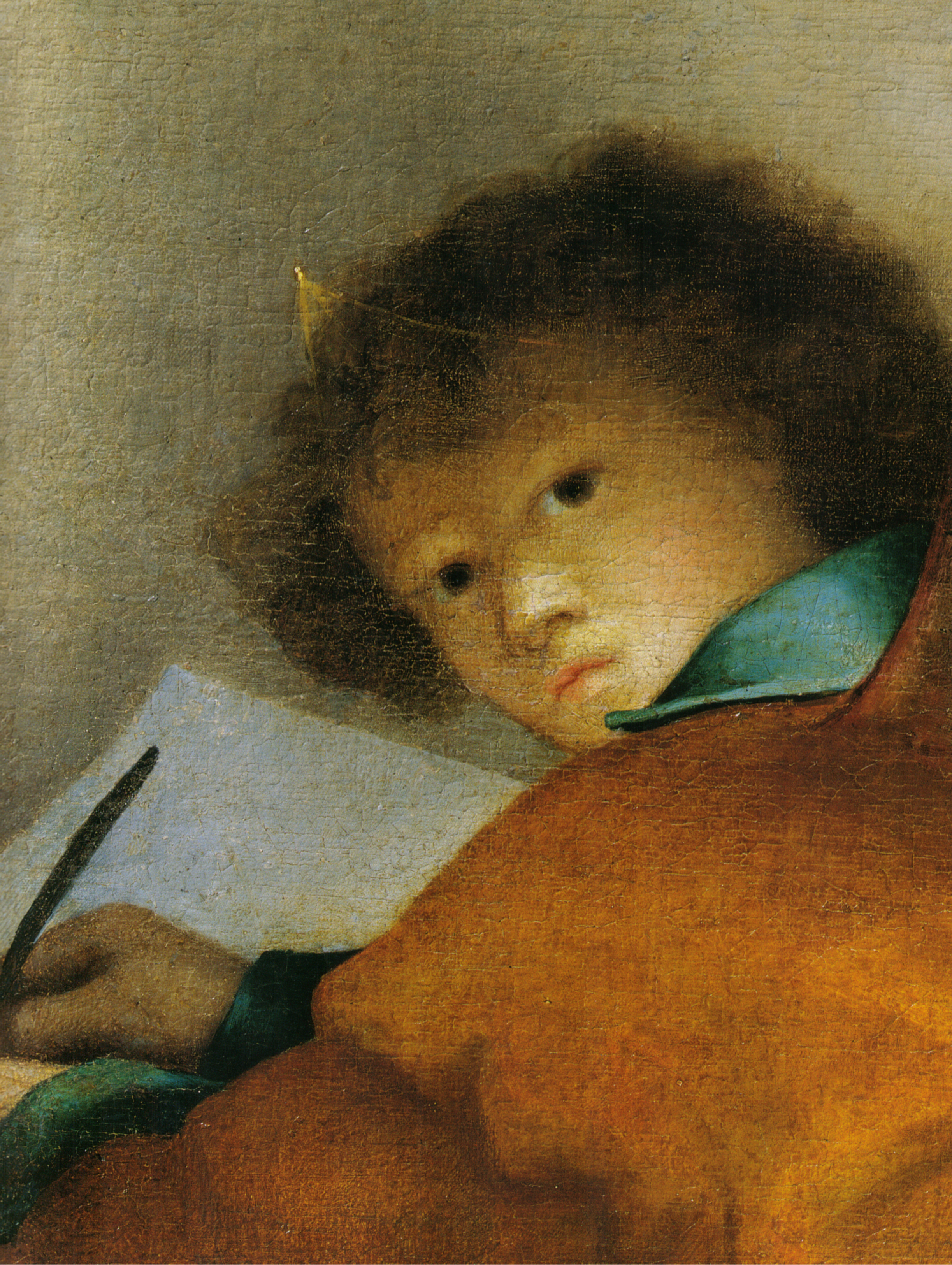
Dettaglio
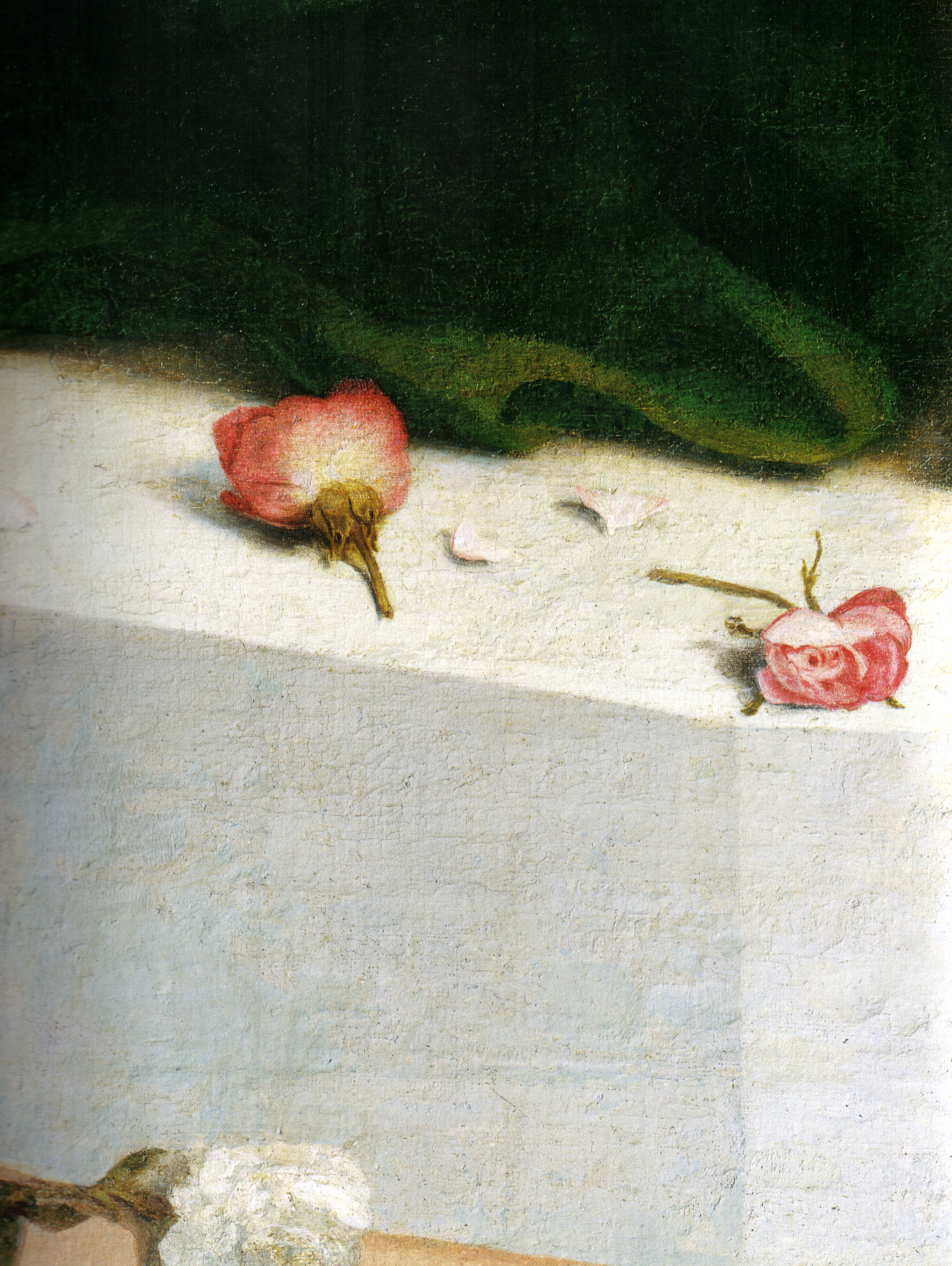
Dettaglio